# Ian Bannen
Ian Edmund Bannen (Airdrie, Lanarkshire, Skócia, Egyesült Királyság, 1928. június 29. – Knockies Straight, Loch Ness mellett, Skócia, 1999. november 3.) BAFTA-díjas brit (skót) színpadi és filmszínész, a Royal Shakespeare Company tagja. Sok más mellett A domb, a Remény és dicsőség, Mackintosh embere, Az igazság ereje, a Gandhi és A rettenthetetlen c. filmekben szerepelt.

## Élete

### Származása
Egyetlen gyermekként született, édesapja John James Bannen skót ügyvéd volt, édesanyja Clare Galloway. Ian a glasgowi St Aloysius’ College-ba, majd a a leicestershire-i Ratcliffe College-ba járt. Katonai szolgálatát az egyiptomi brit hadseregnél töltötte ki.

### Színészi pályája
Első színpadi szerepeit 1947-ben dublini színházakban játszotta, majd Londonba költözött. Shakespeare- és O’Neill-darabokban szerzett ismertséget kiváló alakításaival. Tagja lett a Royal Shakespeare Company színtársulatnak és fellépett a Broadway színházban is.
1951-ben debütált a filmvásznon, a Pool of London („A londoni alvilág”) című bűnügyi filmdrámában, még névtelen mellékszereplőként. Neve 1955-ben szerepelt először a szereplők listáján, a The Whiteoak Chronicles című televíziós drámában. Ezután sorra kapta a megbízásaokt, számos jelentős filmben szerepelt. 1965-ben A Főnix útja című filmben Crow szerepéért a legjobb mellékszereplő Oscar-díjára jelölték, ő volt az első skót színész, aki jelölést kapott erre a címre. Ugyanebben az évben Sean Connery mellett szerepelt Sidney Lumet A domb című háborús börtönfilm-drámájában.
1971-ben John Schlesinger rendező Alan Bates helyett Bannent hívta meg a Vasárnap, átkozott vasárnap című filmhez, a homoszexuális Daniel Hirsh szerepére. Bannen azonban viszolygott a szereptől, ez meglátszott játékának minőségén, ezért Schlesinger még a forgatás első fázisában lecserélte őt Peter Finch-re, aki eljátszotta szerepet, és ez Oscar-jelölést hozott neki. Bannen később elmondta: bánja döntését, a szereptől való visszalépés rosszat tett karrierjének.
1973-ban, Sean Connery és Trevor Howard mellett a gyermekmolesztáló Baxtert játszotta Sidney Lumet Az igazság ereje című bűnügyi filmdrámájában, ezért a legjobb mellékszereplőnek játó BAFTA-díjra jelölték. 1987-ben John Boorman rendező Remény és dicsőség című filmjében George nagypapa szerepéért másodszor is BAFTA-díjra jelölték, legjobb mellékszereplőként. 1991-ben Lucifert játszotta a Fél lábbal a Paradicsomban c. Bud Spencer-vígjátékban. 
Száznál több mozifilmben és televíziós sorozatban szerepelt. 1996-ban BAFTA-életműdíjat (Lifetime Achievement Award) kapott. 1999-ban megkapta az amerikai kritikusoktól és szakújságíróktól a legjobb színésznek járó Satellite-díjat.

### Magánélete
1978-ban feleségül vette Marilyn Salisbury állatorvost, aki a Brit Mezőgazdasági és Élelmiszeripari Minisztériumban dolgozott. Gyermekük nem született.
Bannen szoros barátságot ápolt Richard Harrisszel és Peter O’Toole-lal.

### Elhunyta
1999. november 3-án, 71 éves korában egy skóciai kirándulás alkalmával, autóbalesetben vesztette életét. Autóját a Loch Ness partján futó országúton, a Knockies Straight-ban (hegyszorosban), Inverness és Fort Augustus között az árokban, felborulva találták. Bannen a helyszínen belehalt sérüléseibe. Vele utazó felesége, Marilyn Salisbury is megsérült, mentőhelikopterrel szállították kórházba, életben maradt és felgyógyult.
 
2019-ben hunyt el.

## Főbb filmszerepei
- 1951: Pool of London, autószerelő-segéd; névtelenül
- 1955: The Whiteoak Chronicles, tévéfilm; Piers Whiteoak
- 1956: Robin Hood kalandjai, tévésorozat, Sir Walter
- 1956:  The Count of Monte Cristo. tévésorozat, Felipe
- 1956: A hosszú kéz (The Long Arm), Stanley James, fiatal munkás
- 1959: Diplomácia, óh! (Carlton-Browne of the F.O.), az ifjú Loris király
- 1960: Macbeth, tévéfilm, MacDuff
- 1964: Homályban (Psyche 59), Paul
- 1965: A domb (The Hill), Harris felügyelő
- 1965: Velejéig romlott (Rotten to the Core), Percy Vine hadnagy
- 1965: A Főnix útja (The Flight of the Phoenix), Crow
- 1966: Penelope, James B. Elcott
- 1967: A Gibraltár tengerésze (The Sailor from Gibraltar), Alan
- 1967: Johnny Belinda, tévéfilm, Dr. Jack Richardson
- 1970: Megsemmisítését elrendelem (), Jock Thornton közlegény
- 1970: Jane Eyre, tévéfilm, John Rivers őrmester
- 1972: Az igazság ereje (The Offence), Baxter
- 1973: Mackintosh embere (The MacKintosh Man); Slade
- 1974: A síron túlról (From Beyond the Grave); Christopher Lowe
- 1974: Az utazás (Il viaggio); Antonio Braggi
- 1974: The Gathering Storm, tévéfilm; Adolf Hitler
- 1975: Lóverseny winchesterre és musztángokra (Bite the Bullet), Sir Harry Norfolk
- 1975: A Názáreti Jézus (Jesus of Nazareth), tévé-minisorozat, Ámosz
- 1978: Az az átkozott páncélvonat (Quel maledetto treno blindato); Charles Thomas Buckner ezredes
- 1979: Az áruló (Tinker Tailor Soldier Spy), tévé-minisorozat, Jim Prideaux
- 1980: Az erdei kápolna titka (The Watcher in the Woods), John Keller
- 1980: Dr. Jekyll és Mr. Hyde (Dr. Jekyll and Mr. Hyde); tévéfilm, Oliver Utterson
- 1981: Tű a szénakazalban (Eye of the Needle); Godliman
- 1982: Éjszakai átkelés (Night Crossing); Josef Keller
- 1982: Gandhi; rangidős rendőrtiszt
- 1983: A tékozló fiú (The Prodigal); Riley Wyndham
- 1983: Gorkij park (Gorky Park), Jamszkoj
- 1986: A birodalom védelme (Defence of the Realm), Dennis Markham
- 1987: Remény és dicsőség (Hope and Glory), George nagypapa
- 1988: Ray Bradbury színháza (The Ray Bradbury Theater), tévésorozat, kísérteties utas
- 1988: Lady és az útonálló (The Lady and the Highwayman), tévéfilm, Christian Drysdale
- 1989: Boszorkányok éjszakája (Streghe), Matthew atya
- 1989: Az O’Brian család élete (The Fifteen Streets); tévéfilm; Peter Bracken
- 1990: Perry Mason: A francia kapcsolat (Perry Mason: The Case of the Desperate Deception); Otto Rosen
- 1990: Túlvilági papa (Ghost Dad); Sir Edith Moser
- 1990: A nagy ember (The Big Man); Matt Mason
- 1991: Fél lábbal a Paradicsomban (Un piede in paradiso); Lucifer
- 1991: The Sound and the Silence; Melville
- 1991: Ashenden, tévé-kémfilmsorozat; „R”
- 1992: Végzet (Damage); Edward
- 1995: A rettenthetetlen (Braveheart); a leprás
- 1998: Hinni, mindenáron (Something to Believe In); Don Pozzi
- 1998: Lottózsonglőrök (Waking Ned); Jackie O’Shea
- 1999: Oroszlánok között (To Walk with Lions); Terence Adamson
- 2000: Best; Sir Matt Busby
- 2000: The Testimony of Taliesin Jones; Billy Evans